# Edoardo III di Bar
Edoardo di Bar (in francese Édouard III de Bar; 1374 circa – Azincourt, 25 ottobre 1415) è stato un nobile francese, marchese di Pont-à-Mousson dal 1399 e duca di Bar dal 1411 alla morte.

## Origini
Edoardo, secondo l'estratto della Histoire Latine du Roy Charles VI, datato 1404 della Histoire généalogique de la maison royale de Dreux (Paris), Luxembourg, Preuves de l'histoire de la maison de Bar-le Duc era il figlio maschio quartogenito del marchese di Pont-à-Mousson e duca di Bar, Roberto I e della moglie, Marie di Valois, figlia di Giovanni II di Francia e di Bona di Lussemburgo, quindi sorella del re di Francia, Carlo V.
Roberto I di Bar, secondo l'estratto della corte del Parlamento, datato 1353 della Histoire généalogique de la maison royale de Dreux (Paris), Luxembourg, Preuves de l'histoire de la maison de Bar-le Duc era il figlio maschio primogenito del Conte di Bar, di Mousson, Enrico IV e della moglie, Yolanda di Dampierre, che era figlia di Roberto († 1331), signore di Marle e Cassel e di Giovanna di Bretagne; Yolanda era nipote di Roberto III, conte di Flandre, di Iolanda di Borgogna-Nevers, contessa di Nevers, e d'Arturo II, duca di Bretagna, et de Iolanda, contessa di Montfort.

## Biografia
Nel 1353, l'imperatore Carlo IV di Lussemburgo costituì la città di Pont-à-Mousson in marchesato e l'anno dopo, la signoria di Bar da contea, sempre ad opera di Carlo IV di Lussemburgo, venne elevata a ducato, per cui suo padre Roberto divenne il primo duca di Bar.
Tra il 1392 ed il 1397, morirono i suoi tre fratelli maggiori: prima Carlo, il terzogenito, che aveva fatto testamento nel 1386; poi Filippo il secondogenito, morto in prigione a seguito della battaglia di Nicopoli; infine, Enrico il primogenito, morto a Treviso anch'egli a seguito della battaglia di Nicopoli.
Nel 1399, i suoi genitori, Roberto e Maria, gli donarono il marchesato di Pont-à-Mousson, come da Preuves de HISTOIRE ECCLESIASTIQUE ET CIVILE DE LORRAINE.
Nel 1401, tenendo per sé l'usufrutto, suo padre, Roberto, lasciò il ducato a Edoardo, quando questo avrebbe dovuto essere appannaggio del nipote Roberto di Bar, figlio del maschio primogenito Enrico, morto nel 1397. Il giovane Roberto si oppose vanamente alla decisione del nonno nelle sedute parlamentari del 1406 e del 1409; in quest'ultima data, vi è una lettera che conferma Edoardo come duca di Bar e marchese di Pont.
Sua madre, Maria morì il 15 ottobre 1404, come da estratto della Histoire Latine du Roy Charles VI, datato 1404 della Histoire généalogique de la maison royale de Dreux (Paris), Luxembourg, Preuves de l'histoire de la maison de Bar-le Duc. Fu sepolta a Bar-le-Duc, nella chiesa di Saint-Maxe.
Nel 1410, Edoardo si fidanzò con Bianca di Navarra, che, fino all'anno prima, era stata regina consorte di Sicilia ed ora era reggente di Sicilia; Bianca di Navarra era la figlia terzogenita del re di Navarra, conte di Évreux e duca di Nemours, Carlo III detto il Nobile e di Eleonora Enriquez, secondogenita del re di Castiglia e León, Enrico II di Trastamara, e di Giovanna Manuele. Il matrimonio non fu mai celebrato per la prematura morte di Edoardo, e Bianca, nel 1419 sposò il futuro re di Aragona, Giovanni. Bianca, nel 1425, divenne regina regnante di Navarra.
Suo padre, Roberto morì il 12 aprile 1411, ed Edoardo gli succedette in tutti i suoi titoli.
Quando gl'inglesi invasero il nord della Francia, Edoardo rispose all'appello del re e si schierò con la casa reale, partecipando alla battaglia di Azincourt del 24 ottobre 1415, dove perse la vita.
Edoardo fu tumulato a Bar-le-Duc, nella chiesa di Saint-Maxe e gli succedette il fratello, Luigi.

## Discendenza
Edoardo non si sposò mai, ma ebbe almeno tre discendenti illegittimi:
- Bona († 1430), citata in una lettera del 1434[16]
- Anna († 1420)
- Enrico († 1436), signore di Boursault

## Ascendenza
|                                          |                               |                                                     | Genitori                                                                  |  |  | Nonni |  |  | Bisnonni                   |  |  | Trisnonni                    |  |
|                                          |                               |                                                     |                                                                           |  |  |       |  |  | 8. Edoardo I, conte di Bar |  |  | 16. Enrico III, conte di Bar |  |
|                                          |                               |                                                     |                                                                           |  |  |       |  |  | 8. Edoardo I, conte di Bar |  |  | 16. Enrico III, conte di Bar |  |
|                                          |                               | 17. Eleonora d'Inghilterra                          |                                                                           |  |  |       |  |  | 8. Edoardo I, conte di Bar |  |  |                              |  |
| 4. Enrico IV, conte di Bar               |                               |                                                     |                                                                           |  |  |       |  |  | 8. Edoardo I, conte di Bar |  |  |                              |  |
|                                          |                               | 9. Maria di Borgogna                                | 18. Roberto II, duca di Borgogna                                          |  |  |       |  |  |                            |  |  |                              |  |
|                                          |                               | 9. Maria di Borgogna                                | 18. Roberto II, duca di Borgogna                                          |  |  |       |  |  |                            |  |  |                              |  |
|                                          |                               | 9. Maria di Borgogna                                | 19. Agnese di Francia                                                     |  |  |       |  |  |                            |  |  |                              |  |
| 2. Roberto I, duca di Bar                |                               | 9. Maria di Borgogna                                |                                                                           |  |  |       |  |  |                            |  |  |                              |  |
|                                          |                               | 10. Roberto di Fiandra, signore di Cassel           | 20. Roberto III, conte di Fiandra                                         |  |  |       |  |  |                            |  |  |                              |  |
|                                          |                               | 10. Roberto di Fiandra, signore di Cassel           | 20. Roberto III, conte di Fiandra                                         |  |  |       |  |  |                            |  |  |                              |  |
|                                          |                               | 10. Roberto di Fiandra, signore di Cassel           | 21. Iolanda di Borgogna-Nevers                                            |  |  |       |  |  |                            |  |  |                              |  |
| 5. Iolanda di Fiandra, signora di Cassel |                               | 10. Roberto di Fiandra, signore di Cassel           |                                                                           |  |  |       |  |  |                            |  |  |                              |  |
|                                          |                               | 11. Giovanna di Bretagna                            | 22. Arturo II, duca di Bretagna                                           |  |  |       |  |  |                            |  |  |                              |  |
|                                          |                               | 11. Giovanna di Bretagna                            | 22. Arturo II, duca di Bretagna                                           |  |  |       |  |  |                            |  |  |                              |  |
|                                          |                               | 11. Giovanna di Bretagna                            | 23. Iolanda di Dreux                                                      |  |  |       |  |  |                            |  |  |                              |  |
| 1. Edoardo III, duca di Bar              |                               | 11. Giovanna di Bretagna                            |                                                                           |  |  |       |  |  |                            |  |  |                              |  |
|                                          | 12. Filippo VI, re di Francia | 24. Carlo, conte di Valois                          |                                                                           |  |  |       |  |  |                            |  |  |                              |  |
|                                          | 12. Filippo VI, re di Francia | 24. Carlo, conte di Valois                          |                                                                           |  |  |       |  |  |                            |  |  |                              |  |
|                                          | 12. Filippo VI, re di Francia | 25. Margherita d'Angiò                              |                                                                           |  |  |       |  |  |                            |  |  |                              |  |
| 6. Giovanni II, re di Francia            | 12. Filippo VI, re di Francia |                                                     |                                                                           |  |  |       |  |  |                            |  |  |                              |  |
|                                          |                               | 13. Giovanna di Borgogna                            | 26. Roberto II, duca di Borgogna (= 18)                                   |  |  |       |  |  |                            |  |  |                              |  |
|                                          |                               | 13. Giovanna di Borgogna                            | 26. Roberto II, duca di Borgogna (= 18)                                   |  |  |       |  |  |                            |  |  |                              |  |
|                                          |                               | 13. Giovanna di Borgogna                            | 27. Agnese di Francia (= 19)                                              |  |  |       |  |  |                            |  |  |                              |  |
| 3. Maria di Francia                      |                               | 13. Giovanna di Borgogna                            |                                                                           |  |  |       |  |  |                            |  |  |                              |  |
|                                          |                               | 14. Giovanni I, re di Boemia e conte di Lussemburgo | 28. Enrico VII, imperatore del Sacro Romano Impero e conte di Lussemburgo |  |  |       |  |  |                            |  |  |                              |  |
|                                          |                               | 14. Giovanni I, re di Boemia e conte di Lussemburgo | 28. Enrico VII, imperatore del Sacro Romano Impero e conte di Lussemburgo |  |  |       |  |  |                            |  |  |                              |  |
|                                          |                               | 14. Giovanni I, re di Boemia e conte di Lussemburgo | 29. Margherita di Brabante                                                |  |  |       |  |  |                            |  |  |                              |  |
| 7. Bona di Lussemburgo                   |                               | 14. Giovanni I, re di Boemia e conte di Lussemburgo |                                                                           |  |  |       |  |  |                            |  |  |                              |  |
|                                          |                               | 15. Elisabetta di Boemia                            | 30. Venceslao II, re di Boemia                                            |  |  |       |  |  |                            |  |  |                              |  |
|                                          |                               | 15. Elisabetta di Boemia                            | 30. Venceslao II, re di Boemia                                            |  |  |       |  |  |                            |  |  |                              |  |
|                                          |                               | 15. Elisabetta di Boemia                            | 31. Guta d'Asburgo                                                        |  |  |       |  |  |                            |  |  |                              |  |
|                                          |                               | 15. Elisabetta di Boemia                            |                                                                           |  |  |       |  |  |                            |  |  |                              |  |

### Fonti primarie
- (LA, FR)  Recueil des historiens des Gaules et de la France. Tome 21.
- (LA, FR)  HISTOIRE ECCLESIASTIQUE ET CIVILE DE LORRAINE, Volume 2.

### Letteratura storiografica
- Henry Pirenne, "I Paesi Bassi", cap. XII, vol. VII (L'autunno del Medioevo e la nascita del mondo moderno) della Storia del Mondo Medievale, 1999, pp. 411–444.
- (FR)  Georges Poull, La Maison souveraine et ducale de Bar, 1994.
- (FR)  Histoire généalogique de la maison royale de Dreux (Paris), Luxembourg.
- (FR)  Delachenal, R. (1916) Chronique des règnes de Jean II et de Charles V, Tome II.